# Alexei Mursin
Alexei Raissowitsch Mursin (kasachisch Алексей Раисович Мурзин; * 19. Januar 1974 in Qaraghandy, Kasachische SSR) ist ein ehemaliger kasachischer Eishockeystürmer. 

## Karriere
Alexei Mursin begann seine Karriere 1991 bei Awtomobilist Karaganda, ehe er 1997 zu Neftechimik Nischnekamsk in die russische Superliga wechselte, wo er für zwei Spielzeiten blieb. Im Jahr 1999 bestritt Mursin zehn Spiele im Dress von Torpedo Jaroslawl. Die weiteren Stationen waren Witjas Podolsk, Krylja Sowetow Moskau, Gasowik Tjumen, HK MWD Twer und HK Dinamo Minsk. Beim HK Dmitrow stand er von 2007 bis 2009 unter Vertrag und beendete seine aktive Laufbahn 2010 bei Chimik Woskressensk.
1995 wurde Alexei in kasachische Nationalmannschaft berufen, wobei er in drei Spielen einen Treffer für sich verbuchen konnte.